# Campeonato Europeo de Curling Femenino de 2005
El XXXI Campeonato Europeo de Curling Femenino se celebró en Garmisch-Partenkirchen (Alemania) entre el 9 y el 17 de diciembre de 2005 bajo la organización de la Federación Mundial de Curling (WCF) y la Federación Alemania de Curling.
Las competiciones se realizaron en el Estadio Olímpico de la ciudad alemana.

## Tabla de posiciones
| Pos | Equipo       | G | P | G–P |
| --- | ------------ | - | - | --- |
| 1   | Suecia       | 9 | 0 | –   |
| 2   | Suiza        | 8 | 1 | –   |
| 3   | Noruega      | 7 | 2 | –   |
| 4   | Dinamarca    | 5 | 4 | –   |
| 5   | Escocia      | 5 | 4 | –   |
| 6   | Italia       | 5 | 4 | –   |
| 7   | Países Bajos | 3 | 6 | –   |
| 8   | Rusia        | 2 | 7 | –   |
| 9   | Austria      | 1 | 8 | –   |
| 10  | Finlandia    | 0 | 9 | –   |

## Cuadro final
|  | Semifinales | Semifinales |   |           | Final        | Final |  |
|  |             |             |   |           |              |       |  |
|  |             |             |   |           |              |       |  |
|  | Suecia      | 6           |   |           |              |       |  |
|  | Dinamarca   | 4           |   |           |              |       |  |
|  |             |             |   |           |              |       |  |
|  |             |             |   |           |              |       |  |
|  |             |             |   |           | Suecia       | 8     |  |
|  |             | Suiza       | 5 |           |              |       |  |
|  |             |             |   |           |              |       |  |
|  |             |             |   |           |              |       |  |
|  |             |             |   |           | Tercer lugar |       |  |
|  |             |             |   |           |              |       |  |
|  | Suiza       | 8           |   | Dinamarca | 10           |       |  |
|  | Noruega     | 6           |   |           | Noruega      | 2     |  |

## Medallistas
| Evento | Oro                                                                                 | Plata                                                                                | Bronce                                                                       |
| ------ | ----------------------------------------------------------------------------------- | ------------------------------------------------------------------------------------ | ---------------------------------------------------------------------------- |
| Equipo | Suecia · Anette Norberg · Eva Lund · Cathrine Lindahl · Anna Svärd · Ulrika Bergman | Suiza · Mirjam Ott · Binia Beeli · Valeria Spälty · Michèle Knobel · Manuela Kormann | Dinamarca Dorthe Holm Denise Dupont Lene Nielsen Malene Krause Maria Poulsen |